# Tatocnemis virginiae
Tatocnemis virginiae är en trollsländeart som beskrevs av Legrand 1992. Tatocnemis virginiae ingår i släktet Tatocnemis och familjen Megapodagrionidae. IUCN kategoriserar arten globalt som otillräckligt studerad. Inga underarter finns listade i Catalogue of Life.